# Сельское поселение «Красновеликанское»
Се́льское поселе́ние «Красновеликанское» — муниципальное образование в Забайкальском районе Забайкальского края Российской Федерации.
Административный центр — посёлок Красный Великан.

## История
Статус и границы сельского поселения установлены Законом Читинской области от 19 мая 2004 года «Об установлении границ, наименований вновь образованных муниципальных образований и наделении их статусом сельского, городского поселения в Читинской области».

## Население
| 2010 | 2011 | 2012 | 2013 | 2014 | 2015 | 2016 |
| ---- | ---- | ---- | ---- | ---- | ---- | ---- |
| 700  | ↘697 | ↘667 | ↘610 | ↘584 | ↘520 | ↘494 |
| 2017 | 2018 | 2019 | 2020 | 2021 |      |      |
| ↘458 | ↘448 | ↘424 | ↘411 | ↘346 |      |      |

## Состав сельского поселения
| № | Населённый пункт | Тип населённого пункта          | Население |
| - | ---------------- | ------------------------------- | --------- |
| 1 | Арабатук         | село                            | ↘103      |
| 2 | Красный Великан  | посёлок, административный центр | ↘282      |
| 3 | Семиозёрье       | посёлок                         | ↘15       |